# أموري كان
أموري كان (بالإنجليزية: Amory Kane)‏ هو موسيقي أمريكي، ولد في 28 مارس 1946 في سان فرانسيسكو في الولايات المتحدة.

## وصلات خارجية
- الموقع الرسمي
- أموري كان على موقع ميوزك برينز (الإنجليزية)
- أموري كان على موقع أول ميوزيك (الإنجليزية)
- أموري كان على موقع أول ميوزيك (الإنجليزية)
- أموري كان على موقع ديسكوغز (الإنجليزية)